# Je serai seule après minuit
Pour plus de détails, voir Fiche technique et Distribution.
Je serai seule après minuit est un film français réalisé par Jacques de Baroncelli, sorti en 1931.

## Fiche technique
- Titre : Je serai seule après minuit
- Réalisation : Jacques de Baroncelli
- Scénario : Henri-Georges Clouzot et Pierre-Gilles Veber d'après le roman d'Albert-Jean
- Décors : Robert Gys
- Musique : Philippe Parès et Georges van Parys
- Photographie : Louis Chaix et Henri Janvier
- Société de production : Les Films Osso
- Pays d'origine : France
- Format : Noir et blanc - Mono - 1,37:1
- Durée : 102 minutes
- Date de sortie : 1931
- Affiche : Roger Cartier (France)

## Distribution
- Mireille Perrey : Monique Argilliers
- Pierre Bertin : Michel
- Vanah Yami : La bonne
- Roger Blum : Le mari
- Maurice Rémy : Le cambrioleur
- Georges Bever : Le petit employé
- Louis Kerly : Le monsieur pressé
- Joë Hamman : Le jazzman
- Robert Goupil : Le pêcheur à la ligne
- Marcel Carpentier